# Самперио, Хайро
Ха́йро Сампе́рио Буста́ра (исп. Jairo Samperio Bustara; 11 июля 1993, Кабесон-де-ла-Саль), более известный как Ха́йро (исп. Jairo) — испанский футболист, правый полузащитник венгерского «Гонведа».

## Клубная карьера
Хайро — воспитанник академии сантандерского клуба «Расинг». С 2011 года он стал выступать в основном составе «Расинга», дебютировав 27 августа в игре с «Валенсией». 25 октября Хайро забил за клуб свой первый гол, поразив ворота «Севильи» и принеся своей команде ничью со счетом 2:2.
21 июня 2013 года, после прохождения медобследования, Хайро подписал долгосрочный контракт с «Севильей». Дебютировал за клуб 1 августа в матче Лиги Европы УЕФА с клубом «Младост Подгорица», заменив Хосе Антонио Рейеса.
29 августа 2014 года Хайро перешёл в «Майнц 05», подписав контракт на 4 года. Сумма трансфера составила 2 миллиона евро.